# المدمرة الفرنسية كيرسانت (دي622)
كانت كيرسانت (دي622) مدمرة فرنسية من فئة تي 47 [الإنجليزية] خدمت في البحرية الفرنسية. صُممت كمدمرة مرافقة للحرب المضادة للطائرات [الإنجليزية] والغواصات. وشاركت في عملية الفارس إبان العدوان الثلاثي 1956 عندما هاجمت المدمرة المصرية إبراهيم الأول.

## نظرة عامة

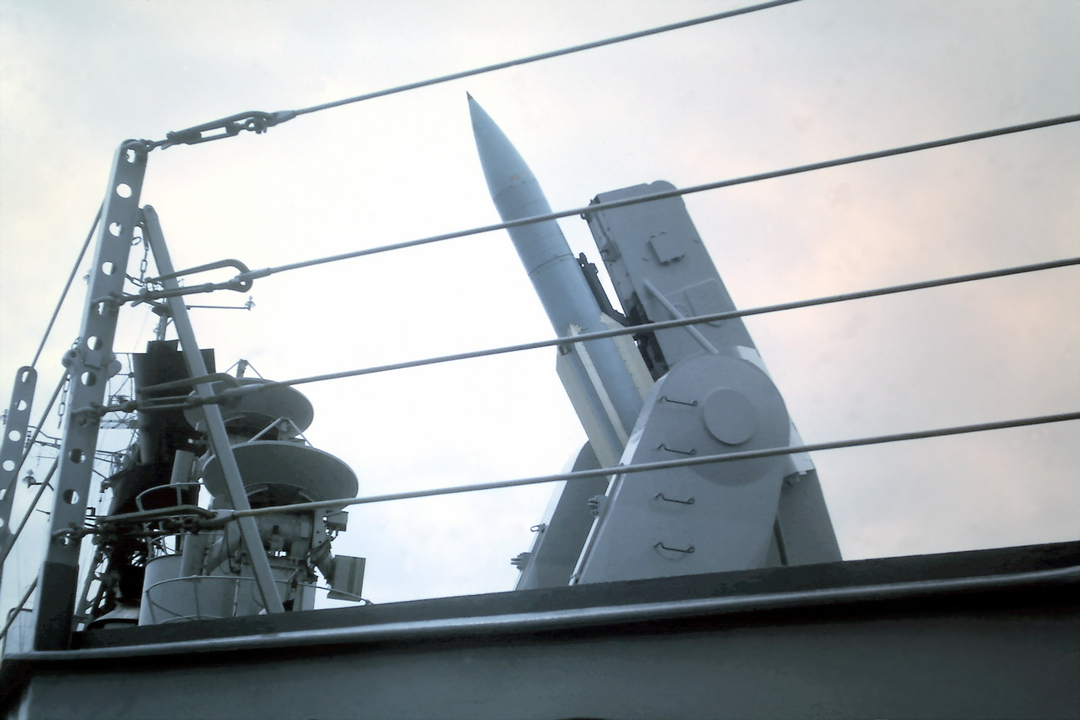
نظام تارتار الصاروخي منصوب على كيرسانت

وُضعت كيرسانت في الماء في لوريان، بتاريخ يونيو 1951، وأُطلقت في أكتوبر 1953 وكُلفت في مارس 1956.
خضعت المدمرة لعمليتي تحديث رئيسيتين، الأولى من فبراير 1964 إلى أبريل 1965 بإضافة نظام تارتار الصاروخي [الإنجليزية]. وأتمت تحديثها الثاني في الفترة من ديسمبر 1970 إلى يونيو 1972.
كانت كيرسانت تتمركز في ميناء حيفا ليلة 31 أكتوبر 1956 عندما تعرض الميناء لقصف من المدمرة إبراهيم الأول. ردت كيرسانت بلإطلاق النار على المدمرة المصرية بنحو 65 مرة لكن لم تنجح في إصابتها وشرعت السفن الإسرائيلية في مطاردة إبراهيم الأول التي استسلمت في النهاية.
خرجت كيرسانت من الخدمة في 23 مايو 1985 وتحولت إلى سفينة هيكل رقم كيو638. وذلك قبيل إغراقها كهدف بحري في مايو 1986 أثناء تمرين أجراه سرب المحيط الأطلسي.